# Bridgeport (Nebraska)
Bridgeport è un comune (city) degli Stati Uniti d'America e capoluogo della contea di Morrill nello Stato del Nebraska. La popolazione era di 1.545 abitanti al censimento del 2010.

## Geografia fisica
Bridgeport è situata a 41°40′04″N 103°05′56″W (41.667643, -103.098787).
Secondo lo United States Census Bureau, ha un'area totale di 1,15 mi² (2,98 km²).

## Storia
Le origini di Bridgeport risalgono al 1899 con la costruzione della Chicago, Burlington and Quincy Railroad attraverso quel territorio. La città che sorse prese il nome da un ponte sul fiume North Platte. Bridgeport fu incorporata come villaggio nel 1901.

## Società

### Evoluzione demografica
Secondo il censimento del 2010, la popolazione era di 1.545 abitanti.

### Etnie e minoranze straniere
Secondo il censimento del 2010, la composizione etnica della città era formata dall'87,12% di bianchi, lo 0,52% di afroamericani, l'1,88% di nativi americani, lo 0,78% di asiatici, lo 0,52% di oceanici, l'8,07% di altre etnie, e l'1,62% di due o più etnie. Ispanici o latinos di qualunque etnia erano il 19,22% della popolazione.